# Spelaeonethes nodulosus
Spelaeonethes nodulosus är en kräftdjursart som beskrevs av Karl Wilhelm Verhoeff 1932. Spelaeonethes nodulosus ingår i släktet Spelaeonethes och familjen Trichoniscidae. Inga underarter finns listade i Catalogue of Life.